# Židovský hřbitov v Prostějově
Nový židovský hřbitov v Prostějově se nachází při Brněnské ulici na jižním okraji města. Na severu sousedí s Městským hřbitovem, s nímž je společně památkově chráněn. Byl založen v roce 1908 a jedná se již o třetí židovský hřbitov na území města Prostějov.

## Historie

### Nejstarší židovský hřbitov
Nejstarší prostějovský židovský hřbitov byl založen patrně v 15. století a svému účelu sloužil až do roku 1802. Nacházel se na jihozápadním okraji opevněného města. Zcela zlikvidován byl v 60. letech 19. století, přičemž některé náhrobky byly přeneseny na nový pozemek.

### Starý židovský hřbitov

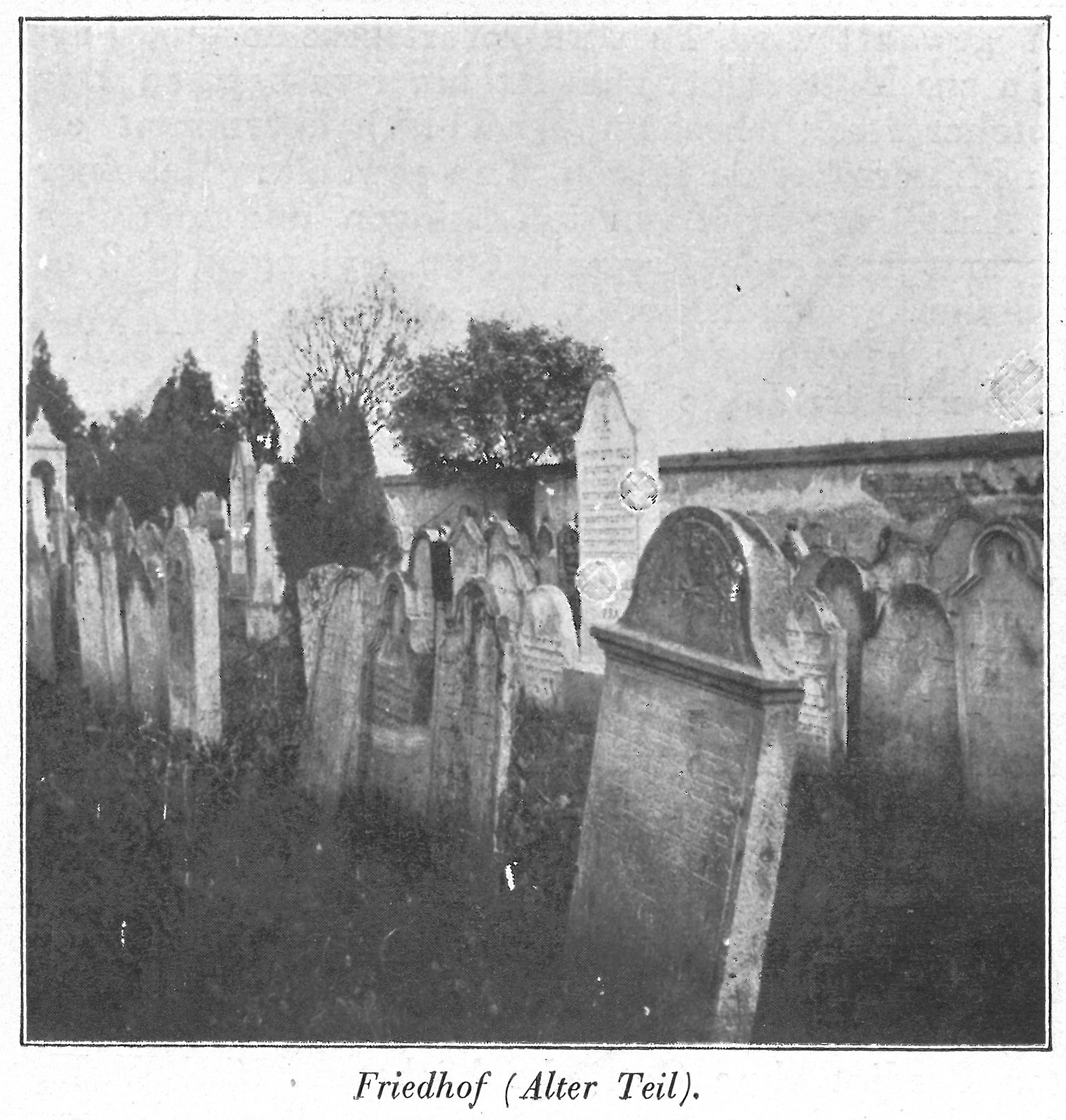
Pohled na jižní část starého hřbitova. 20. léta 20. století

Druhý židovský hřbitov byl založen v roce 1801 na Brněnském předměstí, jižně od dnešní Studentské ulice. Zde se pohřbívalo až do roku 1908, kdy byl otevřen nový hřbitov. Během druhé světové války byly náhrobky tohoto židovského hřbitova vytrhány a odvezeny. Na vyčištěné ploše vzniklo nejprve cvičiště, po válce park a v 70. letech byl u hrany hřbitova postaven areál školy.

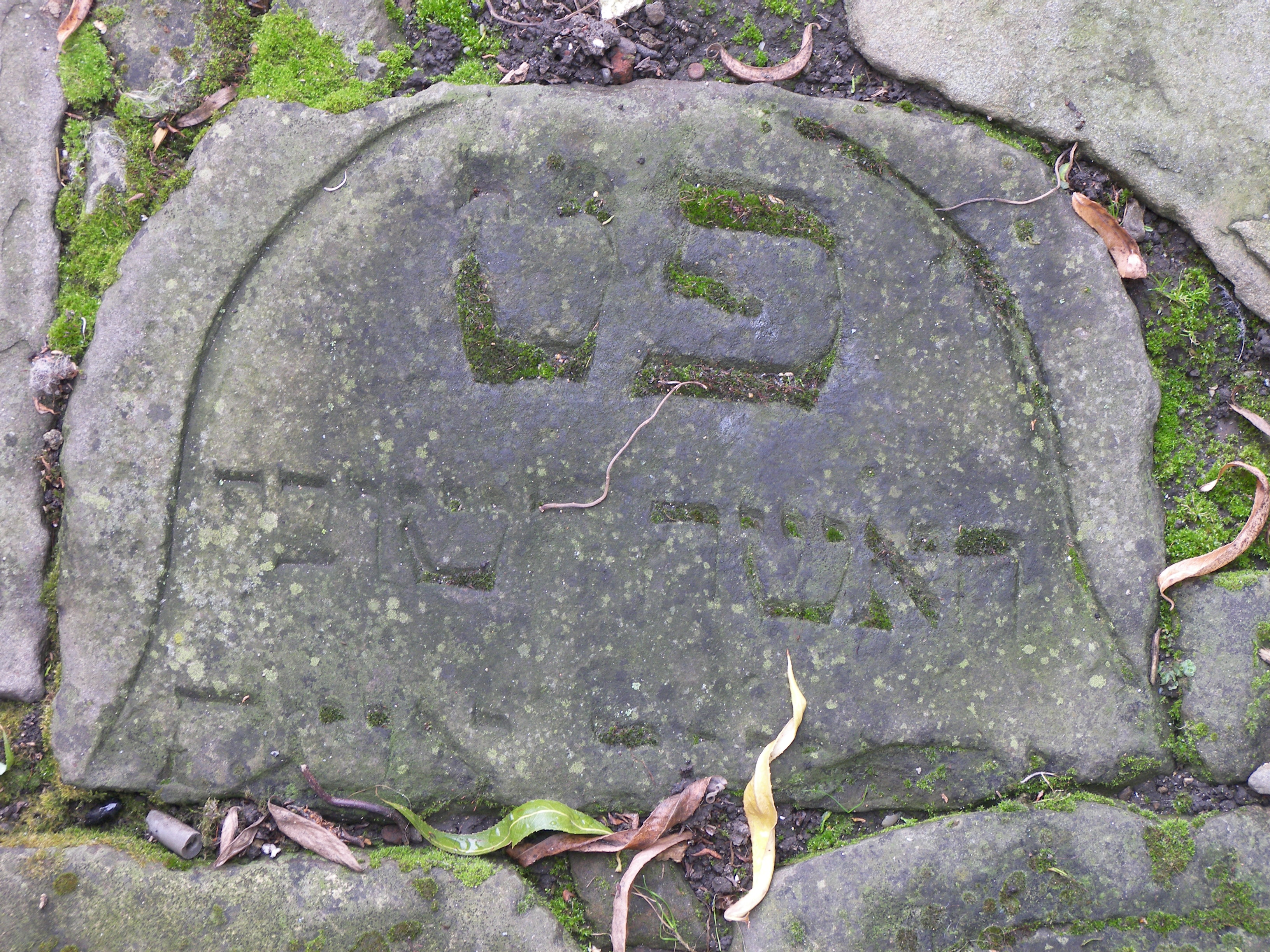
Detail dlažby dvora v Drozdovicích

V roce 2013 americký filantrop Louis Kestenbaum nechal na místě starého hřbitova postavit kopii náhrobku prostějovského rabína Cvi Jehošui Horowitze (1754–1816), který byl synem slavného chasidského rabína Šmu'ela Šmelke Horowitze z Mikulova. Uveřejnil také výzvu ke hledání 1924 náhrobků, které na místě stávaly. Desítky náhrobních kamenů se tak už podařilo najít v prostějovské čtvrti Drozdovice a blízkých obcích Seloutky, Sněhotice, Žešov. Předkové dnešních majitelů nemovitostí, kde byly nalezeny, je často využili jako dlažbu nebo stavební kámen do zdí hospodářských budov, sklepů či základů.
Cílem pátrání je podle bývalého předsedy Židovské obce v Praze Tomáše Jelínka osvětlit historii hřbitova a okolnosti jeho zničení v roce 1943 a také vrátit jej na „duchovní mapu města“. Na tomto hřbitově byli pochováni mj. příbuzní spisovatele Stefana Zweiga nebo filozofa Edmunda Husserla, místního rodáka.

### Nový židovský hřbitov

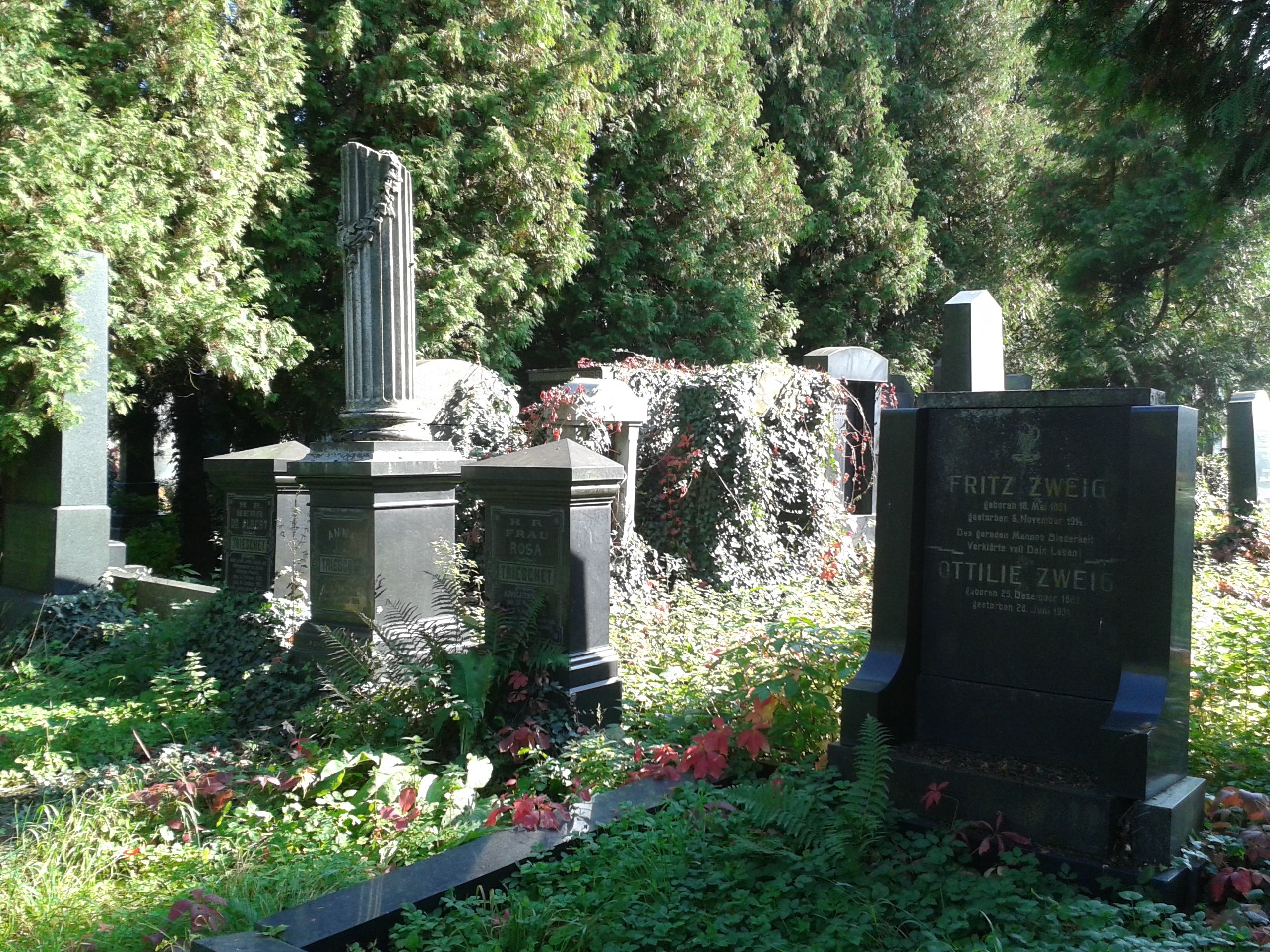
Náhrobek příbuzných Stefana Zweiga na novém hřbitově (Fritz byl bratranec Stefanova otce)

Vstup na současný hřbitov tvořila původně novobarokní brána s polosloupy a tympanonem. Na kladí byl v hebrejském písmu vyvedený citát ze Starého zákona, jehož překlad zní „Vložil jsem na vás svého ducha a vy jste ožili“. Svrchní partie brány však byly v minulosti (patrně po druhé světové válce) sneseny. Dochovanou část uzavírají ozdobně kované mříže. V ose hlavního vstupu je umístěna obřadní síň. Tato přízemní stavba měla původně secesně zdobenou fasádu, ta však byla při opravě v roce 1967 otlučena. V interiéru síně je dochováno nejen autentické vnitřní vybavení, ale i modlitební texty na stěnách. V roce 1950 byla na severní stěnu umístěna pamětní deska se jmény 1370 občanů Prostějova, kteří se stali oběťmi holokaustu. Za obřadní síní byl zbudován památník obětí obou světových válek. Nejdříve byl vystavěn jako připomínka židovských vojáků z Prostějova, padlých v první světové válce, ale při renovaci v roce 1950 byl jeho význam rozšířen i na oběti z druhé světové války.
Židovské ghetto v Prostějově patřilo k největším na Moravě. V polovině 19. století zde žilo kolem 1 860 obyvatel, v roce 1930 jich bylo 1442.